# Gradina, Danilovgrad
Gradina este un sat din comuna Danilovgrad, Muntenegru. Conform datelor de la recensământul din 2003, localitatea are 181 de locuitori (la recensământul din 1991 erau 132 de locuitori).

## Demografie
În satul Gradina locuiesc 138 de persoane adulte, iar vârsta medie a populației este de 38,9 de ani (38,2 la bărbați și 39,7 la femei). În localitate sunt 57 de gospodării, iar numărul mediu de membri în gospodărie este de 3,18.
|  |

| Demografie | Demografie | Demografie |
| An         | Locuitori  | Locuitori  |
| ---------- | ---------- | ---------- |
|            |            |            |
|            |            |            |
|            |            |            |
|            |            |            |
| 1948       | 170        |            |
| 1953       | 177        |            |
| 1961       | 152        |            |
| 1971       | 107        |            |
| 1981       | 126        |            |
| 1991       | 132        | 132        |
| 2003       | 182        | 181        |

| \| Componența etnică conform recensământului din 2003[2] \| Componența etnică conform recensământului din 2003[2] \| Componența etnică conform recensământului din 2003[2] \| Componența etnică conform recensământului din 2003[2] \| Componența etnică conform recensământului din 2003[2] \| \| ----------------------------------------------------- \| ----------------------------------------------------- \| ----------------------------------------------------- \| ----------------------------------------------------- \| ----------------------------------------------------- \| \| \| \| \| \| \| \| Muntenegreni \| Muntenegreni \| \| 132 \| 72,92% \| \| Sârbi \| Sârbi \| \| 47 \| 25,96% \| \| necunoscută \| necunoscută \| \| 2 \| 1,1% \| |              |  |     |        |
| Componența etnică conform recensământului din 2003 |              |  |     |        |
| |              |  |     |        |
| Muntenegreni | Muntenegreni |  | 132 | 72,92% |
| Sârbi | Sârbi        |  | 47  | 25,96% |
| necunoscută | necunoscută  |  | 2   | 1,1%   |